# Talmondais
Ne doit pas être confondu avec la communauté de communes du Talmondais.
Le Talmondais, également appelé Pays talmondais, est un espace naturel français situé au sud-ouest du département de la Vendée, en région Pays-de-la-Loire.
Tirant son nom de la bourgade bas-poitevine de Talmont, ce pays côtier borde celui des Olonnes au nord, le Marais poitevin au sud et le Pays yonnais à l’est.

## Dimension historique
À la fin de l’Antiquité romaine, un doyenné de Talmont, frontalier de ceux d’Aizenay et de Mareuil, aurait rassemblé un large territoire délimité par une ligne nord partant de l’océan, de Givrand jusqu’à Aizenay ; au sud, par une autre allant de La Tranche à Saint-Cyr-en-Talmondais ; et à l’ouest, par un axe Venansault-Saint-Denis-du-Payré.
Au Moyen Âge, Talmont est le cœur d’une puissante seigneurie féodale qui s’étend sur une large partie de la côte du Bas-Poitou, du Jaunay à la baie de l’Aiguillon. À l’intérieur des terres, l’Yon, à l’est, et le Lay, au sud, marquent les frontières naturelles de la principauté. Néanmoins, jusqu’à la fin de l’Ancien Régime, le territoire du Talmondais, parsemé d’enclaves, admet des frontières « mouvantes et incertaines ».
À l’époque médiévale, plusieurs sous-ensembles composent le territoire de la principauté talmondaise : le Curzonnais, le Brandois, le pays des Olonnes et le Talmondais stricto sensu.

## Divisions administratives et intercommunales
Aussi, il existe un Talmondais administratif et politique qui intègre l’ensemble des communes du canton de Talmont. Ce sujet, à cheval entre le Bocage, le Marais et la Plaine, a fait l’objet d’une étude de cas dans le Tableau politique d’André Siegfried (1913), représentant, selon lui, une miniature du département de la Vendée au regard des comportements électoraux de ses habitants en fonction de leur mode d’occupation des sols.
Depuis janvier 2003, une structure intercommunale, la communauté de communes du Talmondais (CCT), épouse les formes du canton, en rassemblant les communes d’Avrillé, du Bernard, de Grosbreuil, de Jard-sur-Mer, de Longeville-sur-Mer, de Poiroux, de Saint-Hilaire-la-Forêt, de Saint-Vincent-sur-Jard et de Talmont-Saint-Hilaire. Dans le cadre du redécoupage cantonal de 2015, le canton de Talmont-Saint-Hilaire est, de son côté, remanié ; il passe de 9 à 23 communes et couvre un espace allant de Longeville-sur-Mer à Beaulieu-sous-la-Roche.

Périmètre de l’ancien canton.
Périmètre de l’actuel canton.

## Un territoire tourné vers la mer
Dans une dimension géographique plus restreinte, le Pays talmondais se définit d’abord par le littoral. Il est l’un des petits pays côtiers traditionnels de la Vendée, situé entre le pays des Olonnes et celui de La Tranche-sur-Mer, voire celui de Jard-sur-Mer, suivant les définitions,. À l’arrière-pays, ses contours sont en revanche plus flous pour Jean Renard, même si l’on admet que le Marais poitevin constitue sa borne paysagère méridionale. Néanmoins, dans son article sur le territoire talmondais publié dans les Cahiers nantais en 2001 (nos 55 et 56), le géographe cite Angles ainsi que toutes les communes du canton de Talmont-Saint-Hilaire dans le périmètre du pays.
Du point de vue touristique, le syndicat mixte pour l’étude et la réalisation d’un aménagement touristique en Pays talmondais regroupe les communes d’Avrillé, de Grosbreuil, de Poiroux et de Talmont-Saint-Hilaire. Créé le 5 mars 1981, ce syndicat est dissout par arrêté préfectoral du 30 juin 2016. L’Institut national de la statistique et des études économiques envisage de son côté un bassin de vie restreint, composé des seules communes de Talmont-Saint-Hilaire (bourg-centre) et de Grosbreuil. Néanmoins, en 1988, ce territoire était pour le même organisme un sous-ensemble du vaste bassin de vie des Sables-d’Olonne.

## Toponymie
Plusieurs étymologies du toponyme Talmont existent.
Dans la Notitia Galliarum, Adrien de Valois suggère que le nom viendrait de Talamundus, le premier détenteur du territoire. Quant au pouillé de dom Fonteneau, il évoque un Talamonum Castrum (« château de Talmont ») vers 1020, et donne au toponyme une origine celtique signifiant « hauteur » et « courbure de rivière ». Pour le spécialiste de l’onomastique Stéphane Gendron, l’étymologie de Talmont en « talon du monde » est fantaisiste.
Le pays désignant la région autour de Talmont est appelé le Talmondais.

## Démographie

### Communes du pays
| Nom                           | Code Insee | Intercommunalité         | Superficie (km2) | Population (dernière pop. légale) | Densité (hab./km2) |
| ----------------------------- | ---------- | ------------------------ | ---------------- | --------------------------------- | ------------------ |
| Talmont-Saint-Hilaire (siège) | 85288      | CC Vendée-Grand-Littoral | 89,53            | 7 363 (2015)                      | 82                 |
| Angles                        | 85004      | CC Vendée-Grand-Littoral | 34,27            | 2 759 (2015)                      | 81                 |
| Avrillé                       | 85010      | CC Vendée-Grand-Littoral | 25,03            | 1 374 (2015)                      | 55                 |
| Le Bernard                    | 85022      | CC Vendée-Grand-Littoral | 27,37            | 1 215 (2015)                      | 44                 |
| Grosbreuil                    | 85103      | CC Vendée-Grand-Littoral | 36,33            | 2 149 (2015)                      | 59                 |
| Jard-sur-Mer                  | 85114      | CC Vendée-Grand-Littoral | 16,57            | 2 642 (2015)                      | 159                |
| Longeville-sur-Mer            | 85127      | CC Vendée-Grand-Littoral | 38,05            | 2 473 (2015)                      | 65                 |
| Poiroux                       | 85179      | CC Vendée-Grand-Littoral | 25,38            | 1 069 (2015)                      | 42                 |
| Saint-Hilaire-la-Forêt        | 85231      | CC Vendée-Grand-Littoral | 10,88            | 831 (2015)                        | 76                 |
| Saint-Vincent-sur-Jard        | 85278      | CC Vendée-Grand-Littoral | 14,65            | 1 309 (2015)                      | 89                 |

### Évolution démographique
| 1793  | 1800  | 1806  | 1821  | 1831   | 1836   | 1841   | 1846   | 1851   |
| ----- | ----- | ----- | ----- | ------ | ------ | ------ | ------ | ------ |
| 8 074 | 7 809 | 8 389 | 9 827 | 10 559 | 10 915 | 11 406 | 11 951 | 12 139 |

| 1856   | 1861   | 1866   | 1872   | 1876   | 1881   | 1886   | 1891   | 1896   |
| ------ | ------ | ------ | ------ | ------ | ------ | ------ | ------ | ------ |
| 12 298 | 12 626 | 13 200 | 12 960 | 13 315 | 13 660 | 13 971 | 14 416 | 14 430 |

| 1901   | 1906   | 1911   | 1921   | 1926   | 1931   | 1936   | 1946   | 1954   |
| ------ | ------ | ------ | ------ | ------ | ------ | ------ | ------ | ------ |
| 14 428 | 14 806 | 14 451 | 13 030 | 12 798 | 12 474 | 12 282 | 11 975 | 11 873 |

| 1962   | 1968   | 1975   | 1982   | 1990   | 1999   | 2006   | 2013   | - |
| ------ | ------ | ------ | ------ | ------ | ------ | ------ | ------ | - |
| 11 526 | 11 187 | 11 207 | 12 437 | 13 811 | 15 945 | 19 373 | 22 787 | - |

## Géographie

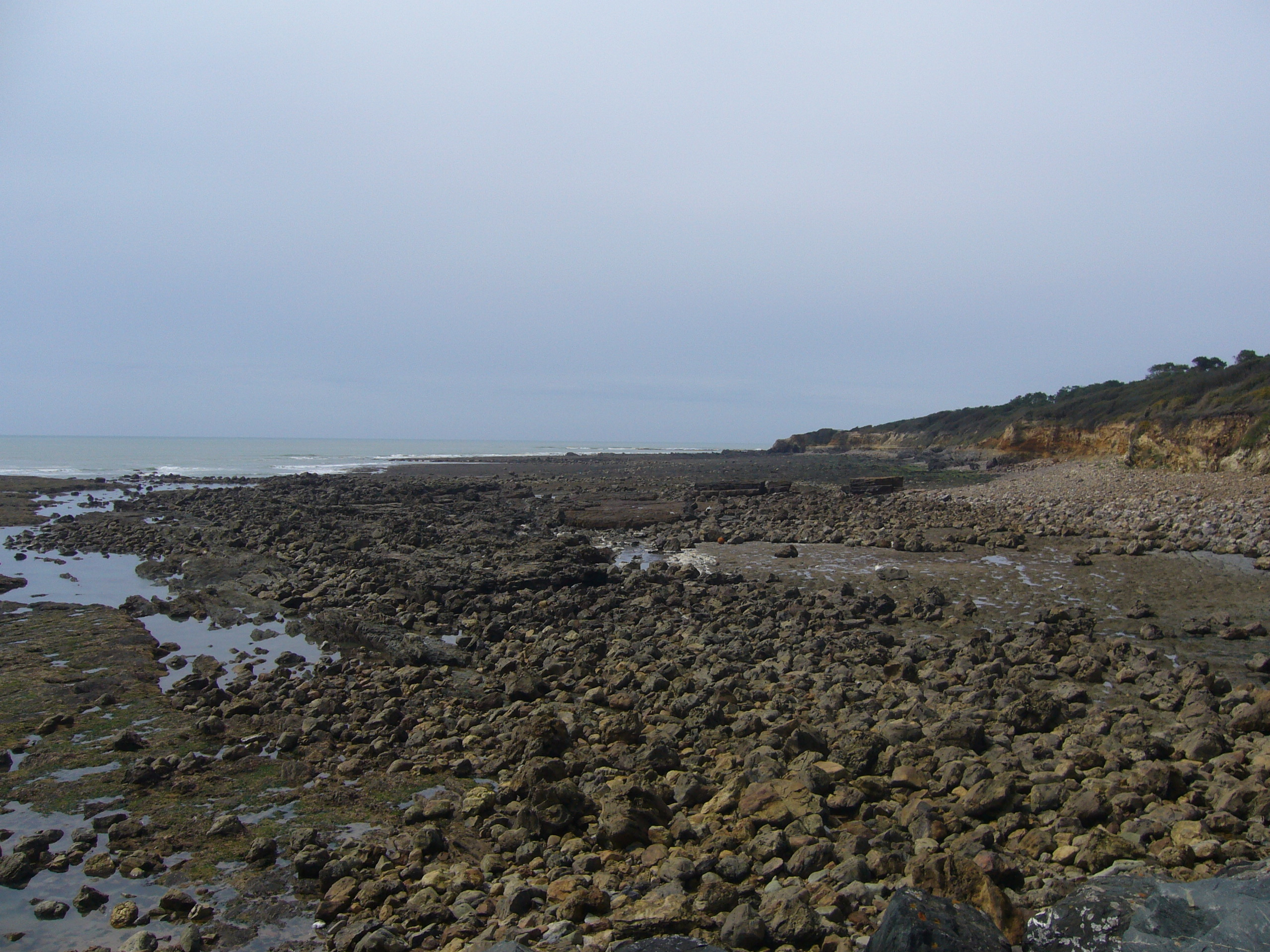
La côte rocheuse au nord de Port-Bourgenay, à Talmont-Saint-Hilaire.

### Paysages
Le Talmondais est un territoire localisé entre deux des trois paysages caractéristiques de la Vendée : la Plaine vendéenne et le Bas Bocage. Avec un littoral marqué par des paysages tantôt dunaires, tantôt de plaine, les lignes côtières du territoire sont quant à elles soit sableuses soit rocheuses.
En outre, dans la ria asséchée du Payré, des marais à poissons et des marais salants jalonnent la commune de Talmont-Saint-Hilaire de l’embouchure du fleuve jusqu’au bourg de Talmont. Au sud du Talmondais, les communes d’Angles et de Longeville-sur-Mer appartiennent à la partie occidentale au Marais poitevin, marquée par la présence de marais mouillés et de marais desséchés.

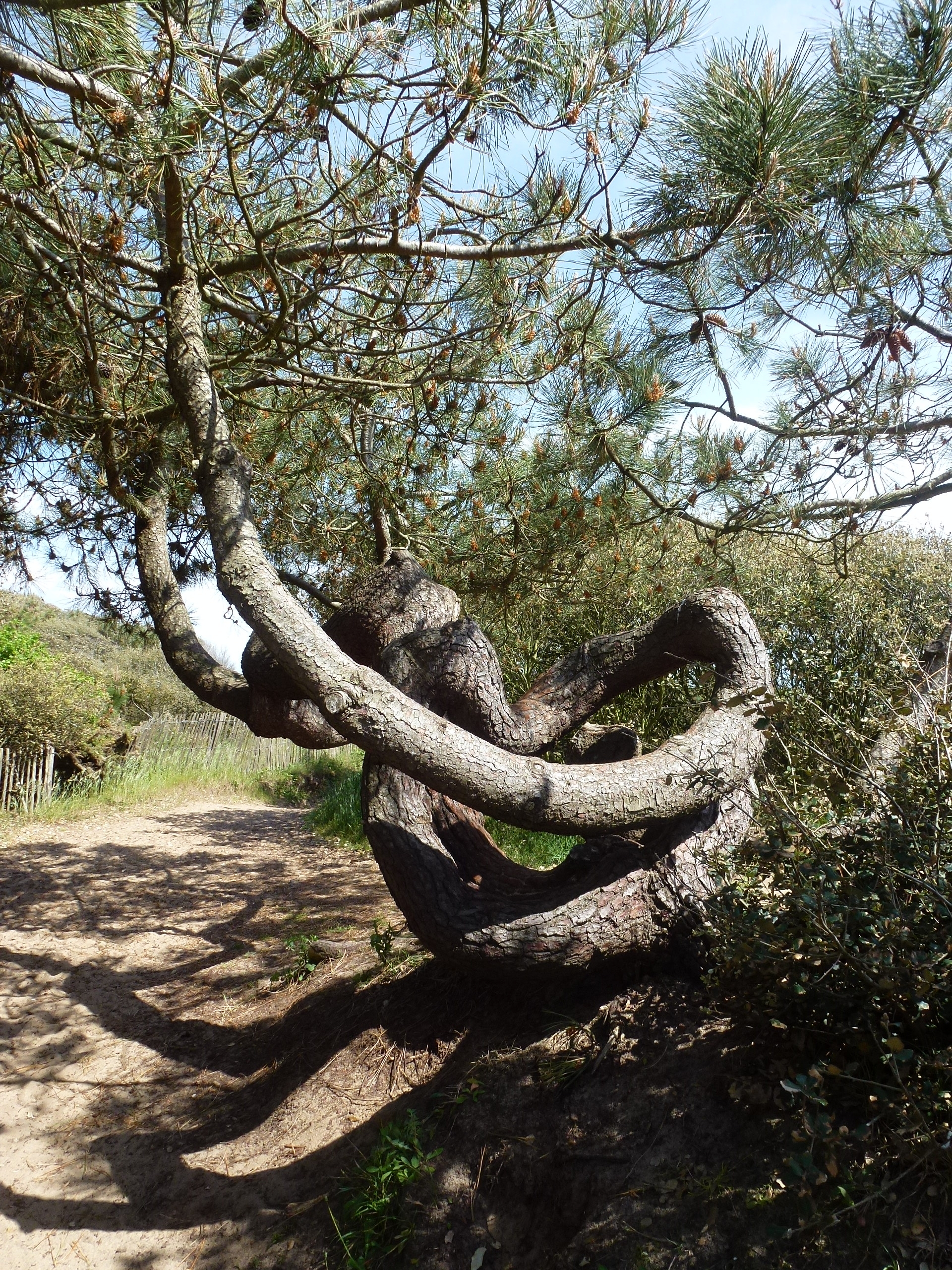
La forêt domaniale de Talmont-Saint-Hilaire, à Port-Bourgenay.

Enfin, la forêt domaniale de Longeville-sur-Mer traverse l’immédiat arrière-pays des côtes des communes de Jard-sur-Mer, Saint-Vincent-sur-Jard et Longeville-sur-Mer. Elle se compose essentiellement de pins maritimes et de chênes verts.

### Géologie
Le territoire talmondais est divisé géologiquement entre le Massif armoricain au nord, et le Bassin aquitain, au sud. D’ailleurs, la pointe du Payré, entre les communes de Jard et Talmont, marque sur « plusieurs kilomètres la discordance des terrains jurassiques reposant sur les micaschistes armoricains ».
Près des côtes, du XVIIIe siècle au XXe siècle, des érudits et des scientifiques ont découvert plusieurs traces géologiques anciennes. Une mine d’argent et de plomb est par exemple découverte en 1775 aux Sarts, sur la paroisse de Saint-Hilaire-de-Talmont. En 1935, menant une étude sur la côte de Bourgenay, l’érudit Edmond Bocquier (1881-1935) découvre des traces assimilées à celles de pieds. Elles ont fait l’objet d’une présentation par l’ingénieur Gilbert Bessonat à l’Institut géologique Albert-de-Lapparent, en 1963. Pour deux de ses membres, les empreintes rappelaient celle du dinosaure Cheirotherium.
La zone sud est marquée par un marais quaternaire traversé en partie par le Lay, des environs du Bouil, extrémité sud-ouest de la côte de Longeville-sur-Mer, à Moricq, à Angles. Entre celle-ci et le bocage sur socle ancien, au nord du Talmondais — borné approximativement par une ligne courbée allant de Port-Bourgenay, à Talmont-Saint-Hilaire, aux Rabretières, sur la commune du Bernard —, s’étend un couloir de plaine calcaire d’une dizaine de kilomètres de largeur.

## Économie

### Agriculture
Au Moyen Âge, les activités sont concentrées autour des rives des marais côtiers (Payré, ruisseau de l’Île-Bernard), autour de villages. Elles sont diversifiées et incluent l’agriculture, la saunerie et la viticulture. Après la guerre de Cent Ans, les activités se tournent en revanche vers l’intérieur des terres, alors que sont opérés des défrichements jusqu’à la fin du XIXe siècle.
Une viticulture de sable à proximité du littoral autour de quelques hameaux de Jard-sur-Mer et de Saint-Hilaire-de-Talmont a reculé au point d’être réduite au néant face à la pression du tourisme balnéaire, dans les années 1950-1955.

### Industries
Contrairement aux régions du nord-est et du nord du département, dopées respectivement par la nébuleuse choletaise et par Nantes, le Talmondais est resté à l’écart de l’industrialisation embrayée à partir des années 1960, à l’instar du littoral et du sud de la Vendée ; dans le premier cas, les activités ont été presque exclusivement consacrées au développement des stations balnéaires. Celui-ci a même été un facteur de désindustrialisation, mis à part dans le secteur du bâtiment. L’absence de dynamisme industriel s’explique notamment par un taux de natalité relativement bas et par le faible niveau du nombre de jeunes dans les communes rurales du littoral. Toutefois, à Talmont, un espace qui tend à devenir un « bourg-relais » dans le maillage urbain départemental à partir du milieu des années 1950, des ateliers de confection sont installés par des entreprises de la nébuleuse choletaise.
Sur les littoraux des Pays-de-la-Loire, les investissements sont généralement captés par les activités liées au tourisme balnéaire, à l’exception de l’estuaire de la Loire. Les collectivités territoriales et l’État orientent notamment leurs efforts en direction d’équipements destinés aux touristes : construction de routes, mise en place de systèmes d’adduction d’eau, assainissement, etc. Les activités industrielles littorales se concentrent ainsi dans de petites structures (conserveries, chantiers navals).

### Tourisme

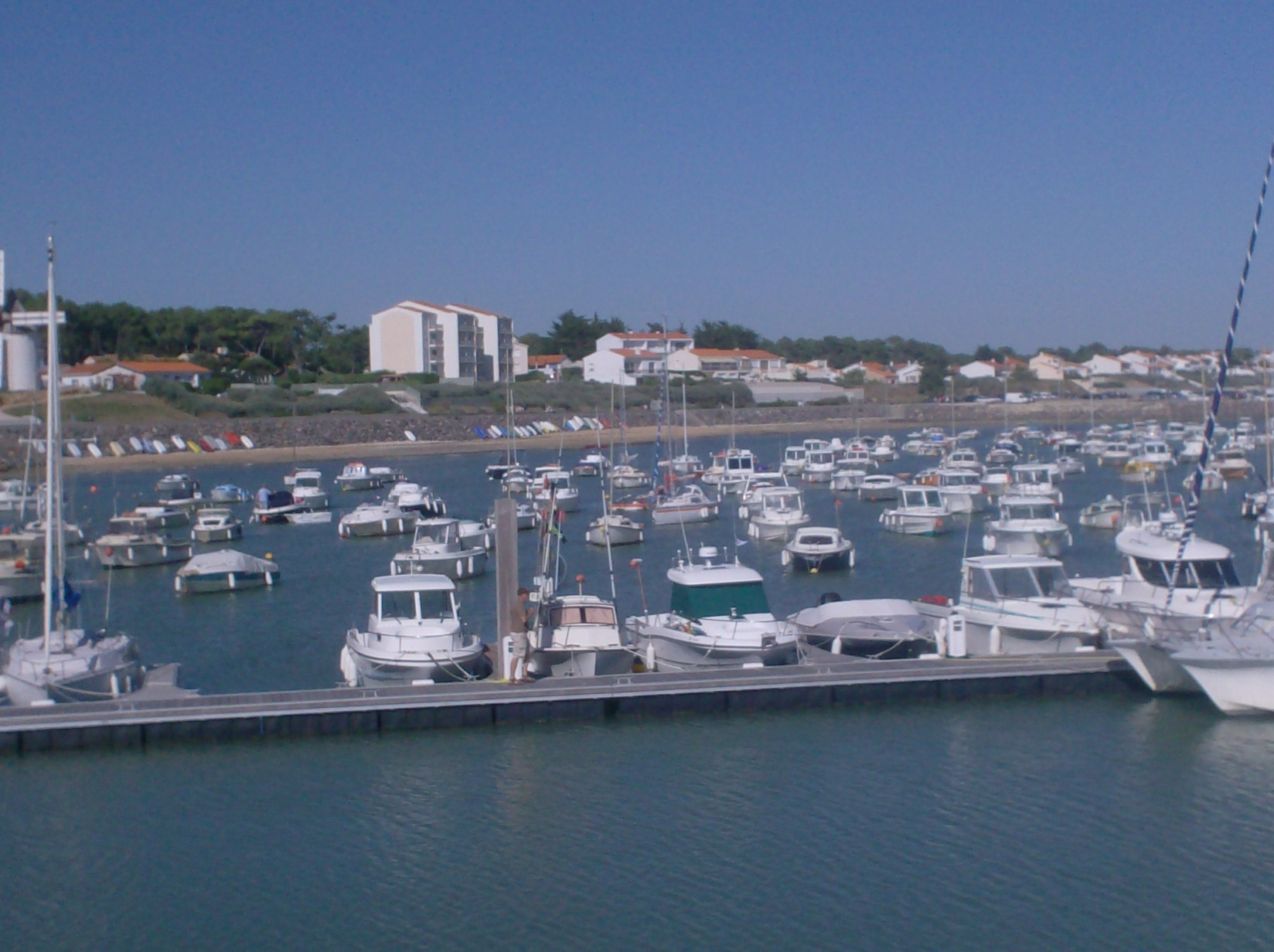
L’urbanisation littorale du bourg de Jard depuis le port.

À l’instar du pays de Brem, le Talmondais est longtemps resté à l’écart du tourisme balnéaire, jusqu’au milieu des années 1950. L’un des facteurs explicatifs de ce retard au regard des autres stations balnéaires vendéennes était la structure foncière des exploitations agricoles. Éparpillées dans l’espace, les métairies du nord étaient généralement possédées en lots par de grands notables non-exploitants, comme dans les bocages, et n’étaient donc affectées que de façon réduite par l’économie touristique. En revanche, au sud, à proximité de la côte et autour des hameaux et de petits bourgs, les exploitations, petites et morcelées, dégageant peu de revenus, se montraient plus promptes à la spéculation foncière touristique.
Aussi, la taille des communes a pu influer sur la mise en place d’équipements touristiques. Au nord du Talmondais, la vaste commune de Saint-Hilaire-de-Talmont (8 645 hectares) a freiné les tentatives d’implantations touristiques sur le littoral à la faveur des agriculteurs et des locataires métayers, représentant une part non négligeable de la population. Pourtant, plus au sud, dans des communes aux superficies plus réduites comme Jard-sur-Mer, la fixation des stations y a été plus aisée,. Bien que les petites agglomérations rurales littorales aient prononcé des vœux « séparatistes » après la Seconde Guerre mondiale à Saint-Hilaire-de-Talmont, un tournant s’est opéré à la fin des années 1960 : avec l’exode rural et le peuplement de celles-ci, la municipalité a souhaité agir à partir de cette époque dans le sens du développement des embryons balnéaires.
L’urbanisation précoce des bourgs littoraux a entraîné une disposition anarchique de l’habitat, dispersé en raison de la vente graduelle de parcelles par des petits propriétaires locaux. En plus de risquer de mettre en danger les sites naturels du Talmondais, ce processus tendait à créer un hiatus entre d’une part, des stations balnéaires prospères, et, d’autre part, des exploitations agricoles grignotées par celles-ci et en régression économique.

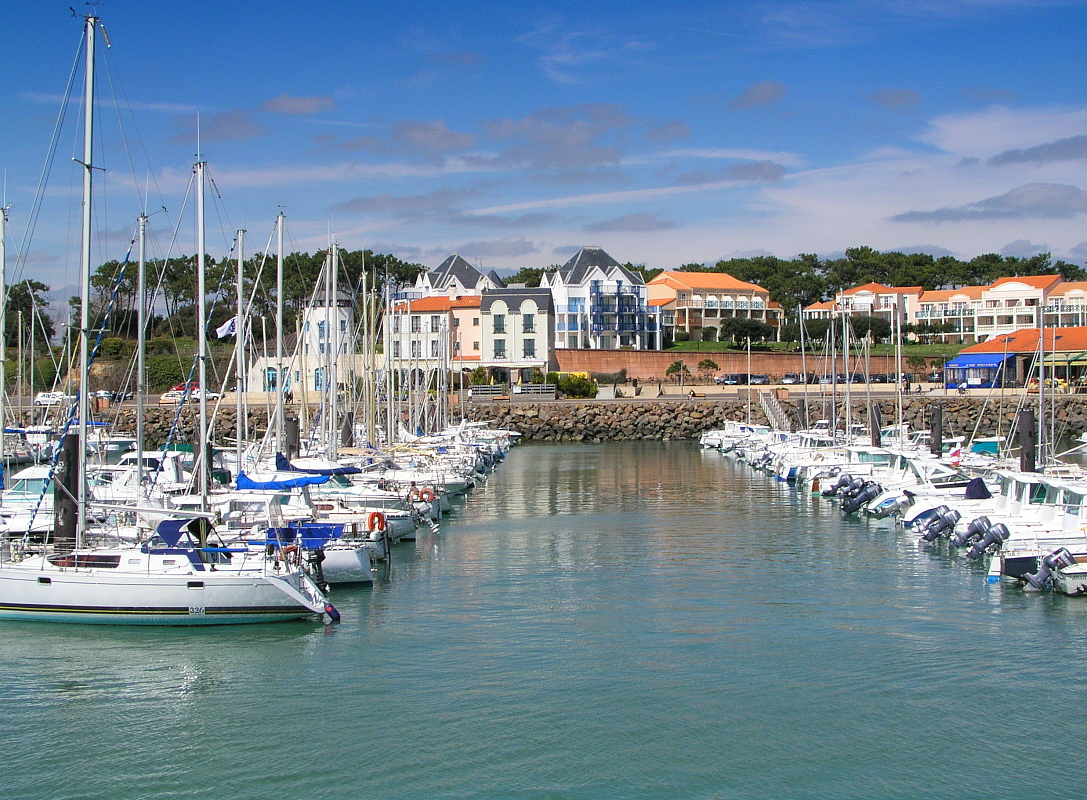
Le port de plaisance de Port-Bourgenay, né dans le cadre du projet-pilote du conseil général.

Dans les années 1980, une nouvelle génération de stations balnéaires, envisagée à long terme, a été mise en perspective dans le Talmondais au travers de Port-Bourgenay, à Talmont-Saint-Hilaire. Le projet, qui associait le conseil général, les communes, réunis en syndicat mixte, et le premier aménageur, le Groupe européen d’études et de réalisation (GEER), a été présenté comme exemplaire du point de vue environnemental et dans le rapprochement du littoral à l’arrière-pays. Toutefois, alors que l’aménageur originel a été supplanté par le groupe Pierre et vacances en 1985, le projet, ralenti, a été couplé à une poussée mal supervisée de constructions de lotissements dans le cadre d’un plan d’occupation des sols (POS) non révisé, remettant en cause l’esprit initial de Port-Bourgenay.
En dépit de la loi Littoral, la constitution de lotissements se poursuit dans le voisinage du linéaire côtier du Talmondais, comme dans le reste du littoral vendéen ; elle est néanmoins arrêtée par la présence de forêts domaniales. Cependant, l’État s’attache à préserver d’autres forêts et les marais de l’urbanisation du territoire en rendant certains espaces non constructibles. Le Conservatoire du littoral et le conseil général ont acquis, quant à eux, des forêts (celles du Payré, du Veillon et le bois de la Mine).
En outre, le projet-pilote de Port-Bourgenay a assuré des retombées sur les communes du syndicat mixte par l’établissement de gîtes et de sites touristiques : les ruines du château de Talmont, à Talmont-Saint-Hilaire, le Centre archéologique d’initiation et de recherche sur le Néolithique (CAIRN), à Saint-Hilaire-la-Forêt, la Folie de Finfarine, à Poiroux, etc.. Depuis le début des années 2000, le fait touristique touche également des communes rétro-littorales, dans un rayon de 20 kilomètres.
Le phénomène général induit une profonde recomposition des activités locales : aux activités agricoles et de pêche se substituent peu à peu des activités de loisirs, génératrices d’emplois dans le service à la personne, le commerce, et principalement, dans le secteur du bâtiment.